# Златече при Шентјурју
Златече при Шентјурју (словен. Zlateče pri Šentjurju) је насељено место у општини Шентјур, Савињска регија, Словенија.

## Историја
До територијалне реорганизације у Словенији биле су у саставу старе општине Шентјур при Цељу.

## Становништво
У попису становништва из 2011. године Златече при Шентјурју су имале је 102 становника.
| Број становника према пописима | Број становника према пописима | Број становника према пописима |
| ------------------------------ | ------------------------------ | ------------------------------ |
| 1991                           | 2002                           | 2011                           |
| 64                             | 107                            | 102                            |

Напомена: До 1953. исказивано под именом Света Розалија.